# Каламондин
Каламондинът (Citrofortunella mitis) е цитрусов плод приличащ на миниатюрен портокал. Той е леко продълговат, с размер между 2,5 cm и 4 cm в диаметър. Кората му е мека и ядивна, като варира от жълто-зелена до тъмно оранжева в зависимост от стадия на узряване. Вътрешността е сочна и съдържа няколко семена със зелени семеделни листове. Плодът е много кисел, но може да бъде и много горчив ако се опита преди да е узрял.

## Произход и описание
Каламондинът е разпространен във Филипините, но произхожда от Китай. Отглежда се също и във Флорида и Калифорния преди всичко като декоративен елемент, където е пренесен през XIX век. За разлика от другите плодове от семейството му, растението е по-издръжливо на хладен климат, но най-добре разцъфтява на филтрирана слънчева светлина в киселинна почва. Прекалената влажност уврежда коренната му система. Развитието на плода до узряване продължава до една година.

## Ползи
Макар да се използва като украса, каламондинът се отличава с уникален вкус, като може да бъде консумиран изцяло с изключение на семената му. Той освобождава силно концентрирана киселина, която се използва като овкусител на ястия като риба, юфка или десерти. Служи за направа на консерви, както и като основа за много напитки.